# Чарни-Ляс (Ґродзиський повіт)
Чарни-Ляс (пол. Czarny Las) — село в Польщі, у гміні Гродзиськ-Мазовецький Ґродзиського повіту Мазовецького воєводства.
Населення — 386 осіб (2011).
У 1975-1998 роках село належало до Варшавського воєводства.

## Демографія
Демографічна структура станом на 31 березня 2011 року:
|          | Загалом | Допрацездатний вік | Працездатний вік | Постпрацездатний вік |
| -------- | ------- | ------------------ | ---------------- | -------------------- |
| Чоловіки | 194     | 62                 | 117              | 15                   |
| Жінки    | 192     | 54                 | 116              | 22                   |
| Разом    | 386     | 116                | 233              | 37                   |